# Styles of Beyond
Styles Of Beyond is een vierkoppige underground rapgroep uit Los Angeles, Californië. Ryan Maginn (Ryu), Takbir Bashir (Tak), Raisin Fisher (DJ Cheapshot) en Vin Skully.
Ze hebben twee albums uitgebracht en hebben vele nummers met Mike Shinoda's Fort Minor gemaakt. Om precies te zijn 13 nummers, waarvan 7 op Fort Minors album The Rising Tied. Ze zijn op het moment onder de hoede van de platenmaatschappij van Shinoda's Machine Shop Recordings. Ze hebben ook een band met de Demigodz supergroep, waarin artiesten zitten zoals Apathy en Celph Titled.
S.O.B. heeft samengewerkt met "Celldweller" voor een track, genaamd "Shapeshifter" die te horen was in de game Need For Speed: Most Wanted (Original Soundtrack) en ook op de 10 Year Anniversary Edition van Celldwellers gelijknamige debuut cd.
The Styles Of Beyond zijn klaar met het derde album Rocket Surgery. In 2012 werd het album 'Reseda Beach' gepubliceerd, waarna de groep grotendeels inactief bleef en dat nog steeds is.

## Discografie
- 1998 -- 2000 Fold
- 1999 -- 2000 Fold (Re-Release)
- 2002 -- Terraform (Nooit uitgebracht)
- 2003 -- Megadef
- 2004 -- "DJ Cheapshot Presents... Megadudical (Alleen online bij SpyTech Records)
- 2005 -- Fort Minor - Fort Minor: We Major (featured)
- 2005 -- Fort Minor - The Rising Tied (featured)
- 2006 -- Demigodz - Demigodzilla (featured)
- 2007 -- 'Rocket Surgery'
- 2012 -- 'Reseda Beach'

### Cd-singles/promo-cds
- Spies Like Us / Winnetka Exit (promo-cd)
- Petrified/Remember the Name (promo cd-single / vinyl / download)
- Get It / Spraypaint & Ink Pens Promo-cd (promo-cd)

### Genres & Labels
- Subgenres: underground hiphop, alternative hiphop, rap rock
- Labels: Ideal/ Bilawn, SpyTech, Machine Shop Recordings

### Vinylplaten
Uit: 2000 Fold:
- Easy Back It Up / Part 2 (Vinyl)
- Spies Like Us / Style Warz (Vinyl)'
- Spies Like Us (Remix) / Winnetka Exit (Vinyl)'
- Killer Instinct / Survival Tactics (Vinyl)'

Uit: Megadef:
- Mr. Brown (Vinyl)
- Pay Me (vinyl/iTunes-download)

Uit: Terraform:
- Subculture / Windows (Vinyl)
- Subculture (The projectHUMAN Remixes) (Vinyl Record/iTunes Download)

Uit DJ Green Lantern Presents Fort Minor: We Major:
- S.C.O.M. / Dolla / Get It / Spraypaint & Ink Pens (Vinyl)

Overig:
- Atomic Zen / Emanon - The A-List (Vinyl)
- The Funky Precedent Presents (Vinyl)

### Verschenen op
Fort Minor:
- Petrified/Remember the Name (op de nummers 4, en 5)
- Believe Me (op nummer 1)
- Where'd You Go (op nummer 3)
- The Rising Tied (op de nummers 2,3,5,8,10, en 14)
- Fort Minor: Sampler Mixtape (op de nummers 1,2,3, en 4)
- We Major EP (op de nummers A1,A2,B1, en B2)
- DJ Green Lantern Presents Fort Minor: We Major (op de nummers 3,4,5,6,7,8,10,12,14,16, en 17)
- Get It / Spraypaint & Ink Pens Promo CD (op de nummers 1,2, en 3)
- S.C.O.M. / Dolla Promo CD (op de nummers 1,2,3,4, en 5)
- S.C.O.M. / Dolla / Get It / Spraypaint & Ink Pens (Vinyl) (op de nummers 1,2,3,4,5,6,7,8, en 9)

Overig:
- Need For Speed: Most Wanted (Original Soundtrack) (op de nummers 1, en 9)
- Tony Hawks Pro Skater 2 (Original Soundtrack) (op het nummer Subculture)
- Amplitude (game) (op de nummer Subculture)
- Technical Difficulties/Unserground Sound
- Wordpower 2: Directrix
- Electromatrix Presents - Contemplation
- It Takes A Seven Nation Army To Hold Us Back/Can't Nobody
- Eastern Philosophy (Apathy's debuutalbum) (Ryu verschijnt op de nummer Can't leave Rap Alone)
- The Gatalog: A Collection Of Chaos (op Disc 1, nummer 2 en 15; Disc 2, nummer 1; Disc 3, nummer 5; en Disc 4, nummer 9)
- Verscheidene afleveringen van Prison Break (Season 1)
- "Nine Thou (Superstars Remix)" TV reclame voor Crank